# Maasgouw
Maasgouw là một đô thị ở tỉnh Limburg. Đô thị này tọa lạc hai bên bờ sông Meuse về phía tây nam thành phố Roermond. Đô thị này đã được lập thông qua việc sáp nhập các đô thị Heel, Maasbracht và Thorn vào ngày 1 tháng 1 năm 2007.
Đô thị này gồm các thị trấn và các làng: Beegden, Brachterbeek, Heel, Linne, Maasbracht, Ohé en Laak, Panheel, Stevensweert, Thorn, và Wessem.